# (181868) 1999 CG119
181868) 1999 CG119, também escrito como (181868) 1999 CG119, é um objeto transnetuniano (TNO) que está localizado no cinturão de Kuiper, uma região do Sistema Solar. O mesmo possui uma magnitude absoluta (H) de 7,6 e, tem um diâmetro com cerca de 133 km, por isso existem poucas chances que possa ser classificado como um planeta anão, devido ao seu tamanho relativamente pequeno.

## Descoberta
181868) 1999 CG119 foi descoberto no dia 11 de fevereiro de 1999 por Jane Luu, Chadwick Trujillo e David Jewitt.

## Órbita
A órbita de 181868) 1999 CG119 tem uma excentricidade de 0.295, possui um semieixo maior de 49,461 UA e um período orbital de cerca de 348 anos. O seu periélio leva o mesmo a uma distância de 35.129 UA em relação ao Sol e seu afélio a 63,793 UA.